# Zbigniew Tadeusz Kaczmarek
Pour les articles homonymes, voir Kaczmarek.
Zbigniew Tadeusz Kaczmarek (né le 21 juillet 1946 à Tarnowskie Góry et mort le 15 mai 2023 à Hanovre) est un haltérophile polonais.

## Carrière
Zbigniew Kaczmarek pratique dans sa jeunesse le football, puis le cyclisme. En 1963 il se lance dans l'haltérophilie au club de LZS Tarnowskie Góry. Dans les années 1965 - 1981 il défend les couleurs de Górnik Siemianowice. Sa carrière accelère en 1970, il devient champion de Pologne pour la première fois et remporte la médaille d'or aux championnats du monde. Il participe aux Jeux olympiques de 1972, de 1976
et de 1980. Aux Jeux olympiques de 1976 il remporte la première place, mais il est reconnu coupable de dopage. Sa médaille lui est reprise au profit du soviétique Piotr Korol.
En 1982 il s'installe en Allemagne de l'Ouest, naturalisé allemand il participe au championnat national et le gagne 3 fois.

## Palmarès

### Jeux Olympiques
- Médaille de Bronze lors des Jeux olympiques de 1972 à Munich (RFA).

### Championnats du Monde
- Médaille d'Or lors des Championnats du Monde 1970 à Columbus (États-Unis).
- Médaille d'Or lors des Championnats du Monde 1971 à Lima (Pérou).
- Médaille d'Argent lors des Championnats du Monde 1974 à Manille (Philippines).
- Médaille d'Argent lors des Championnats du Monde 1975 à Moscou (URSS).
- Médaille d'Argent lors des Championnats du Monde 1978 à Gettysburg (États-Unis).
- Médaille de Bronze lors des Championnats du Monde 1969 à Varsovie (Pologne).
- Médaille de Bronze lors des Championnats du Monde 1970 à Szombathely (Hongrie).
- Médaille de Bronze lors des Championnats du Monde 1973 à Madrid (Espagne).

### Championnats d'Europe
- Médaille d'Or lors des Championnats d'Europe 1975 à Moscou (URSS).
- Médaille d'Or lors des Championnats d'Europe 1976 à Berlin-Est (RDA).
- Médaille d'Argent lors des Championnats d'Europe 1971 à Sofia (Bulgarie).
- Médaille d'Argent lors des Championnats d'Europe 1972 à Constanța (Roumanie).
- Médaille d'Argent lors des Championnats d'Europe 1974 à Vérone (Italie).
- Médaille d'Argent lors des Championnats d'Europe 1977 à Stuttgart (RFA).
- Médaille de Bronze lors des Championnats d'Europe 1974 à Constanța (Roumanie).
- Médaille de Bronze lors des Championnats d'Europe 1978 à Havířov (Tchécoslovaquie).

### Championnats de Pologne
- Médaille d'Or aux Championnats de Pologne 1970, 1972, 1973, 1975 et 1977
- Médaille d'Argent aux Championnats de Pologne 1969 et 1974
- Médaille de Bronze aux Championnats de Pologne 1971 et 1980

### Championnats d'Allemagne de l'Ouest
- Médaille d'Or aux Championnats d'Allemagne de l'Ouest 1982, 1983 et 1987
- Médaille d'Argent aux Championnats d'Allemagne de l'Ouest 1984